# L'isola del giorno prima
L'isola del giorno prima è un romanzo storico di Umberto Eco, ambientato nel XVII secolo durante la ricerca del segreto della longitudine. Il protagonista, Roberto de la Grive, è un nobile italiano rimasto bloccato su una nave deserta nell'Oceano Pacifico, in balia di uno stato mentale in deperimento. Sullo sfondo, si agitano riflessioni sulla scienza barocca, la metafisica e la cosmologia.

## Trama
Roberto de la Grive, tra il luglio e l'agosto del 1643, a seguito di un naufragio, vaga per giorni su una zattera finché non riesce a salvarsi arrampicandosi su una nave, la Daphne, che si trova in una baia a circa un miglio da un'isola. La nave è apparentemente deserta. Man mano che procede nell'ispezione, osservando l'ambiente circostante, riprende le sue forze e scrive lettere ad una signora, narrando le vicende presenti e ricordando episodi passati. È sofferente agli occhi, quindi si muove ed agisce solo dopo il crepuscolo. Non sa nuotare, sicché si trova nella situazione di "aver fatto naufragio su una nave deserta". A dire il vero la Daphne sembra abbandonata da poco: è ricca di viveri e ha una buona scorta d'acqua.
La Daphne si trasforma così per il protagonista in un Teatro della Memoria, e ogni tratto gli ricorda un episodio antico o recente della sua storia. Il nuovo mondo è in contrapposizione con il mondo conosciuto; in una sospensione del tempo si avvicendano i ricordi dell'assedio e della battaglia di Casale Monferrato e della sua Cittadella. Questa è ambientata nella vicenda della successione al Ducato di Mantova (1630 circa), che portò molti guai al Monferrato con una contrapposizione di forze francesi e spagnole. La conquista di nuove terre, che è nello spirito dell'epoca, viene paragonata alla conquista della signora. Ne scaturisce il quesito "è amore quello che aspira alla conquista?"; questo alimenta ulteriori riflessioni. Nei ricordi di Roberto emerge la realtà della vita parigina relativa al periodo tra Richelieu e Mazarino, e nelle discussioni di salotto trapelano cognizioni, filosofia, usanze, costumi e letteratura dell'epoca.
Roberto scopre un'uccelliera con una notevole varietà di pennuti, tra cui provvidenziali galline che depongono uova. Sulla Daphne c'è anche un orto. Gradualmente riesce a sostenere la luce del giorno e ad osservare il mondo circostante.
Si rende conto anche che la nave non è deserta perché qualcuno, a sua insaputa, bagna le piante, trafuga le uova e sposta gli oggetti. In un ripostiglio trova numerosi orologi. Poiché è consapevole della strenua lotta fra stati per la ricerca del punto fijo, ovvero dell'antimeridiano di Greenwich, Roberto si fa cauto. La Daphne, come la nave su cui egli viaggiava, potrebbe essere stata inviata allo scopo di risolvere un problema tanto importante per gli stati colonizzatori, ovvero il problema delle longitudini. Seguendo i suoi ricordi, Roberto ricostruisce il viaggio fatto sulla nave Amarilli.
Tali reminiscenze sono ricche di informazioni riguardo alle tecniche, ai metodi e ai problemi della navigazione. In particolare ricorda di aver trovato un cane ferito, nascosto alla vista dei passeggeri, oggetto di grave tortura nel tentativo di misurare la longitudine utilizzando il cosiddetto Unguentum armarium: "... il cane era stato ferito in Inghilterra e Byrd poneva cura a che esso rimanesse sempre piagato. Qualcuno a Londra, ogni giorno e a un'ora fissa e convenuta, faceva qualcosa all'arma colpevole, o ad un panno imbevuto del sangue della bestia, provocandone la reazione – forse di sollievo, forse di pena anche maggiore...".
Finalmente Roberto incontra l'uomo che condivide la sua esistenza sulla Daphne: è un vecchio gesuita, padre Caspar. Riceve la conferma che la nave era partita dal Mar Mediterraneo, circumnavigando l'Africa, per raggiungere le isole Salomone. Nel suo tragitto aveva raggiunto l'Australia; infine era approdata alla baia. Poiché padre Caspar aveva subito la puntura di un insetto, riportandone una pustola e una gran febbre, l'equipaggio era fuggito sull'isola per timore di un contagio e aveva lasciato il vecchio solo sulla nave. I selvaggi dell'isola avevano successivamente sterminato i marinai ed il capitano. Padre Caspar è dunque rimasto solo.
Il suo obiettivo è raggiungere la Specola Melitense che è stata in precedenza montata sull'isola. Buon discepolo di tale maestro, Roberto scopre il mondo nuovo, con i suoi animali, la sua vegetazione, le sue caratteristiche. Capisce gradualmente che la Specola Melitense è un dispositivo completo di strumenti che fornisce un sicuro metodo per misurare la longitudine sulla terraferma. Si tratta di una sorta di Mega Orologio, un Libro Animato capace di rivelare tutti i misteri dell'Universo (la descrizione è a pp. 285–286). L'Instrumentum Arcetricum è invece un arnese solo abbozzato da Galileo Galilei e realizzato da padre Caspar, sicuro metodo per misurare la longitudine da bordo. 
Nei vari discorsi emergono ricche informazioni sulle scoperte di Galileo, sulla teoria copernicana e su quella tolemaica.
Seguono vari tentativi di raggiungere l'Isola, per i due naufraghi che non sanno nuotare e che inutilmente si avvalgono di oggetti e stratagemmi.
L'ultimo è la Campana Acquatica: il vecchio si immerge all'interno della campana.
Roberto cerca invano di vederlo riemergere; formula ansioso varie ipotesi poi si trova a pensare.
"Ma certo, padre Caspar glielo aveva ben detto, l'Isola che egli vedeva davanti a sé non era l'Isola di oggi, bensì quella di ieri. Al di là del meridiano c'era ancora il giorno prima! Poteva ora attendersi di vedere ora su quella spiaggia, che era ancora ieri, una persona che era scesa in acqua oggi? Certamente no. Il vecchio si era immerso nel primo mattino di quel lunedì, ma se sulla nave era lunedì su quell'Isola era ancora domenica, e quindi egli avrebbe potuto vedere il vecchio che vi approdava solo verso il mattino del suo domani, quando sull'Isola fosse, appena allora, lunedì..."
"..." ma sono io che debbo aspettare un giorno, lui è semplicemente rientrato nella domenica non appena ha varcato la linea del meridiano... ma allora l'Isola che vedo è quella di domenica"...".
"Siccome tutto il prodigio del meridiano antipodo si gioca tra lo ieri e il domani, non tra ieri e dopodomani, o domani e l'altro ieri", è "ormai certo che da quel mare padre Caspar non sarebbe uscito mai più".
Roberto solo e scoraggiato capisce che "l'unico modo di uscire dalla sua reclusione deve cercarlo non nello Spazio invalicabile, ma nel Tempo". 
Deve raggiungere l'Isola per "arrestare l'orrido incedere del proprio domani".
Ripete dunque vari tentativi per imparare a nuotare.
Ripensa ancora alle sue vicissitudini e attribuisce le cause di ogni sua sventura al fratello Ferrante; sente acuto il dolore per la separazione dall'amata.
Ritiene liberatorio scrivere un romanzo sulle sue vicende, mentre intercala le prove natatorie e in esse progredisce. Pensa Ferrante chiuso su un'isola a guardare una Daphne seconda che non avrebbe mai raggiunto, separato dalla signora così come Roberto stesso ne era separato. In un secondo momento immagina la liberazione di Ferrante e il suo ricongiungimento con la signora su una nave veloce alla volta del Pacifico alla scoperta di isole sempre nuove, con mondi possibili solo nei sogni.
Frattanto raggiunge la barriera corallina presente tra la Daphne e l'Isola. In una escursione è ferito da un pesce.
La febbre molto alta lo induce ancor più a farneticare e a sognare: immagina l'inferno, Giuda e le connessioni possibili con il paradosso del cambiamento di data. Identifica, nel delirio, Giuda e Ferrante.
Ripresosi dalla febbre, riflette sul senso della morte e asserisce: "sono entrato nella vita, sapendo che la legge è di uscirne". Si rende conto che è finito sulla Daphne per poter riflettere sulla esistenza e sull'unica domanda che ci libera dalla paura del "non essere".
Gradualmente si snoda il romanzo pensato da Roberto e numerose sono le riflessioni dell'autore sulla tipologia del romanzo.
Ormai conscio della sua imminente morte, Roberto libera gli uccelli della Daphne, getta a mare gli orologi per cancellare il tempo, dà fuoco alla nave e si getta in mare.
L'ultimo capitolo è una duplice ipotesi di Umberto Eco sulla reale fine di una storia che ha lasciato solo le carte di Roberto come unica traccia di sé: 
1. Abel Tasman, lo scopritore della terra detta poi Tasmania, punta su una serie di isolette, registrandole a 17,19 gradi di latitudine sud e 201,35 gradi di longitudine. Trova le carte di Roberto e le consegna alla Compagnia olandese delle Indie orientali perché è presente il problema delle longitudini. Solo dopo la scoperta del cronometro marino di Harrison le carte sono rese pubbliche.
2. Nel 1789 il capitano William Bligh, che gli ammutinati del Bounty hanno calato in una scialuppa, giunge sul luogo. Scopre le carte e ne interessa perché riguardano le isole Salomone.

Tutto il libro riporta situazioni psicologiche, teorie filosofiche, concezioni del mondo in contrasto dialettico e la conclusione di Eco, esaminate le ipotesi a) e b) è che la sua narrazione non abbia una fine degna d'essere narrata.

## Il "cameo" di Corto Maltese
Umberto Eco è stato un grande appassionato del genere narrativo per immagini, i fumetti. Ne ha curato introduzioni, edizioni e a volte promosso la pubblicazione in Italia di alcuni autori internazionali.
Il genere narrativo dei fumetti è alla base di uno dei suoi più grandi saggi dedicati alla comunicazione, Apocalittici e integrati del 1964.
In diverse occasioni l’Autore si è divertito ad inserire nei suoi romanzi alcuni dei personaggi “icona” della storia del fumetto o citazioni di storie a fumetti.
Spesso sono apparizioni di poche righe, figure e situazioni sfumate nello sfondo della narrazione, ma facilmente visibili per gli appassionati del genere.
Come in diversi suoi romanzi Umberto Eco inserisce anche in "L'Isola del giorno prima" un piccolo cameo dedicato al fumetto. Si tratta del personaggio di Corto Maltese, qui inserito a forza in un tempo narrativo non suo (trecento anni prima).
La citazione si trova precisamente nel capitolo 19: “...la nave aveva poi imbarcato un cavaliere di Malta, con un viso da filibustiero, il quale si era proposto di trovare un’isola, di cui gli aveva parlato un veneziano, e che era stata battezzata Escondita...”, Durante lo svolgimento del romanzo ulteriori particolari aggiungono un particolare tributo al personaggio. Qui l'Autore vuole che il personaggio ami molto disegnare e che vorrebbe sistemarsi su un'isola per disegnare "le indigene del luogo..."
Anche nel Cimitero di Praga l'autore si diverte ad inserire una delle coppie più divertenti e caratteristiche della storia del fumetto: i Dupont e Dupond, la coppia di investigatori che affiancano il personaggio creato da Hergé, Tin Tin.

## Edizioni
- L'isola del giorno prima, Collana Letteraria, Milano, Bompiani, 1994,  pp. 476, ISBN 978-88-452-2318-1. - Collana I Grandi Tascabili, Bompiani, 1996, ISBN 978-88-452-2813-1 - III ed. (XII ed. Tascabili), 2016, ISBN 978-88-452-7867-9; Collana Superpocket, RL, 2000, ISBN 978-88-462-0160-7; Collana I grandi tascabili, Bompiani, 2001, ISBN 978-88-452-4644-9; Collana Tascabili, Bompiani, 2004, ISBN 978-88-452-1424-0.